# Pierre van der Linden
Pierre van der Linden (Amsterdam, 19 februari 1946) is een Nederlandse drummer die in de jaren zeventig bekend werd als lid van Focus.

## Biografie
Van der Linden werd geboren als zoon van de acteur Ab van der Linden. Hij is een achterneef van Rick van der Linden. Aanvankelijk kreeg hij een klassieke opleiding, maar hij schakelde al vrij snel over op jazz en speelde onder andere in de Avalon Jazzband in Utrecht. Daarnaast speelde hij in rockbandjes. Eerst in Johnny and his Cellar Rockers (1961 - juli 1962), waar hij Jan Akkerman leerde kennen, verder The Mystics tot voorjaar 1963 en tot medio 1964 in ZZ en de Maskers.Vanaf 1964 trad hij toe tot de band van Don Mercedes waarmee hij op trad o.a. in Duitsland, Luxemburg en in 1964 in het voorprogramma van de Beatles in Blokker. Daarna nog in de groep Met en Zonder, samen met o.a. Hessel de Vries (toetsen) en Martijn Dresden. In 1968 vroeg Jan Akkerman hem om toe te treden tot Brainbox, waarmee hij het (titelloze) debuutalbum opnam.
Toen Akkerman uit Brainbox werd gezet, formeerde deze met Thijs van Leer en drummer Hans Cleuver de band Focus. Na de opnames voor het eerste album werd Cleuver vervangen door Van der Linden, die op drie albums - Focus II, Focus III en At The Rainbow meespeelde en een ritme-tandem vormde met basgitarist Bert Ruiter. Uit frustratie over het steeds meer op de voorgrond treden van Akkerman en Van Leer verliet Van der Linden de band in oktober 1973. In februari 1974 werd hij door Rick van der Linden (ex-Ekseption) gevraagd bij Trace te komen spelen. In 1975 keerde hij kortstondig bij Focus terug, maar hield dat al snel weer voor gezien toen de situatie binnen de band weinig veranderd, zo niet verslechterd bleek.
In de jaren daarna dook Van der Linden op in veel verschillende formaties, waaronder Sweet d'Buster, tot hij rond 1980 besloot te breken met de rockwereld en zich volledig bezig te houden met avant-garde. Zo speelde hij onder meer met Advanced Warning en de band van saxofonist Rinus Groeneveld. Ook maakte Van der Linden deel uit van de bluesband Flavium en verscheen in 2000 zijn eerste en tot nu toe enige solo-album. In 2005 keerde hij voor de tweede keer terug bij Focus, in een bezetting met Thijs van Leer maar zonder Jan Akkerman. In 2011 ging hij weer toeren met Brainbox en hij speelde ook mee op hun nieuwe studio-album The 3rd Flood.

## Discografie

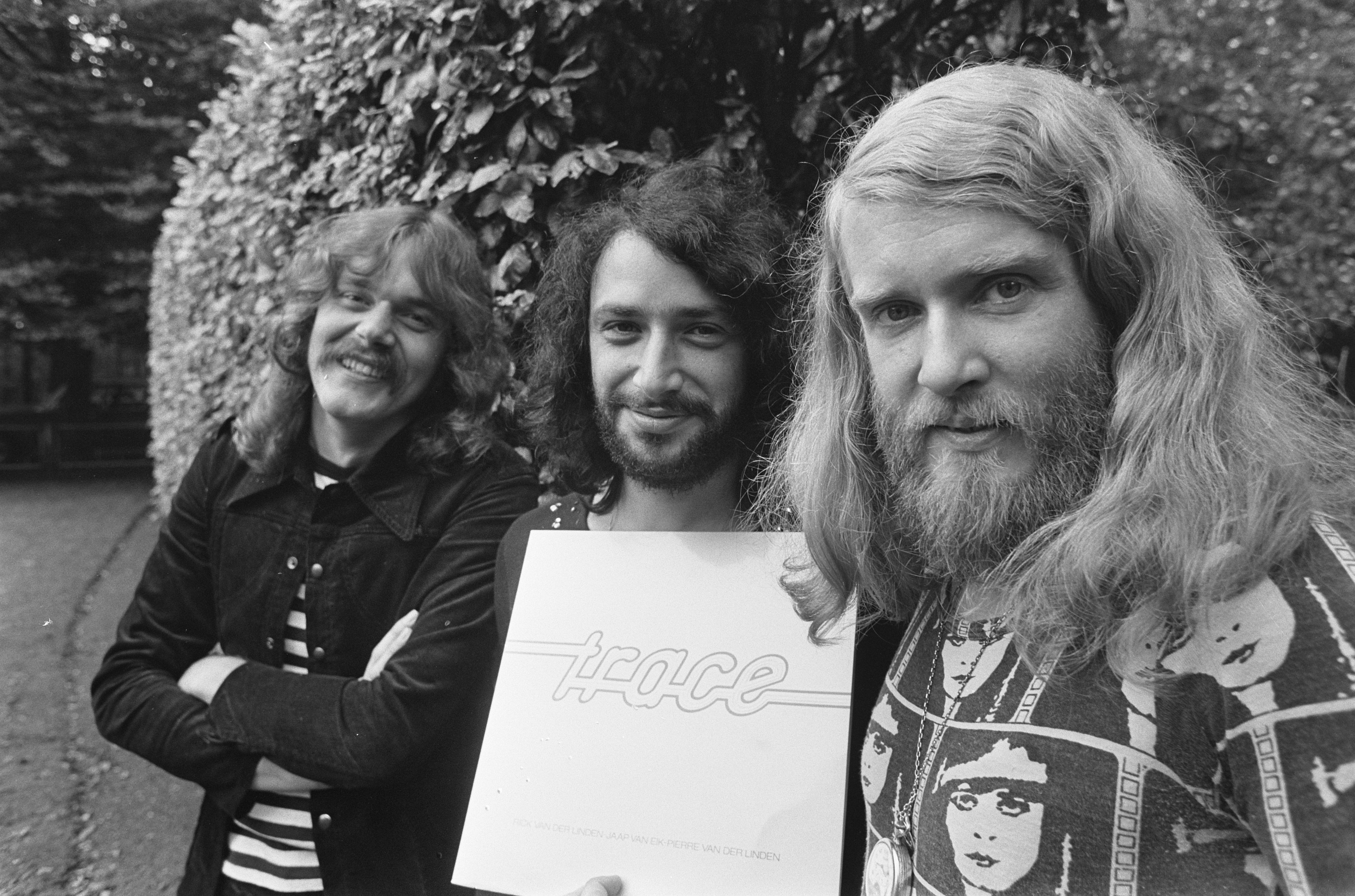
V.l.n.r. Jaap van Eik, Pierre van der Linden en Rick van der Linden bij de presentatie van het eerste album van Trace in 1974

### ZZ en de Maskers
- Dracula (single, 1963)

### Brainbox
- Brainbox (1969)
- The Last Train (live) (2004)
- The 3rd Flood (2011)

### Focus
- Focus II (buiten Nederland: Moving Waves) (1971)
- Focus III (1972)
- At the Rainbow (1973)
- Focus 9 / New Skin (2006)
- Focus X (2012)

### Jan Akkerman
- Profile (1972)
- Jan Akkerman (1977)

### Trace
- Trace (1974)

### Jan Akkerman en Kaz Lux
- Eli (1976)

### Sweet d'Buster
- Shot Into The Blue (1979)

### Advanced Warning
- HiFi Apartment (1989)
- Nothing to be Afraid Of (1991)
- Watch Out for the Jazzpolice (1993)
- Cut the Crap (1995)
- Explosion Extra Ordinaire (2000)
- Regroovable (2004)
- Hot House (2004)
- Live at the Amsterdam Blues Festival (2004)
- Lemon Juice (2005)

### Rinus Groeneveld
- Dare to Be Different (1990)

### Solo
- Drum Poetry (2000)